# Área recreativa nacional Amistad

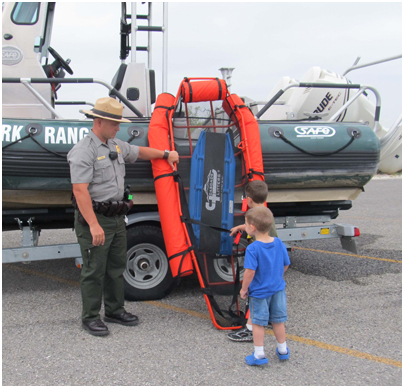
Un guardaparque policial en el puerto deportivo Diablo East durante el National Junior Ranger Day (Día Nacional de los Jóvenes Guardaparques) mostrando a visitantes menores la importancia de la seguridad marina

El Área Recreativa Nacional Amistad (Amistad National Recreation Area en inglés) es una unidad gestionada por el Servicio de Parques Nacionales (o NPS) la cual incluye la zona alrededor del Embalse la Amistad (Amistad Reservoir o Amistad Lake en inglés) situada en la confluencia del Río Bravo del Norte, el Río Devils y el Río Pecos cerca de Del Río en el condado de Val Verde (Texas). El embalse fue creado por la Presa de la Amistad (Amistad Dam en inglés), inaugurada en 1969, ubicada en el Río Bravo en la frontera Estados Unidos - México entre Ciudad Acuña (Coahuila) y Del Río (Texas). El nombre "Amistad" refleja la estrecha relación entre la gente de estas ciudades y la historia compartida de la zona binacional.

## Actividades recreativas
Dado el clima de la región, el embalse durante todo el año ofrece oportunidades para practicar varias actividades acuáticas tal como la navegación deportiva, la pesca, la natación, el buceo y el esquí acuático. Casas flotantes y otros equipos marinos se pueden alquilar en los concesionarios oficiales. El área recreativa también ofrece oportunidades para picnics, caminatas y otras excursiones. La zona es rica en arqueología y arte rupestre, y contiene una gran variedad de vida vegetal y animal. En otoño, miles de mariposas monarca pasan por la zona durante su migración de casi 4.800 kilómetros desde el sur de Canadá hasta el centro de México.
A diferencia de la mayoría de los parques nacionales, se permite la caza de conformidad con la ley estatal y federal ya que Amistad es una llamada "área recreativa." Los arcos se pueden utilizar para la caza de venados de cola blanca, jabalíes, pavos, conejos, muflones, arruíes, antílopes negros y jabalíes salvajes durante ciertas épocas del año en zonas de caza establecidas. Aunque los rifles y las pistolas están prohibidas, se permiten las escopetas para cazar palomas, codornices, patos y conejos en conformidad con los reglamentos.
Expertos buceadores han comenzado a explorar el sistema de profundas cuevas submarinas debajo de la superficie del embalse. La inmersión requiere mezclas exóticas de gas, una colocación previa de cilindros de gas y extensos tiempos de descompresión en aguas profundas. Estas cuevas son peligrosas y no debe explorarlas ninguna persona sin una amplia formación y preparación.

## Historia administrativa
El Servicio de Parques Nacionales empezó a gestionar el sitio bajo el nombre Área Recreativa Amistad en virtud de un acuerdo de cooperación con la Comisión Internacional de Límites y Aguas que entró en vigor el 11 de noviembre de 1965. Amistad volvió a autorizarse como un área recreativa nacional y por lo tanto una unidad oficial del NPS el 28 de noviembre de 1990.

## Galería

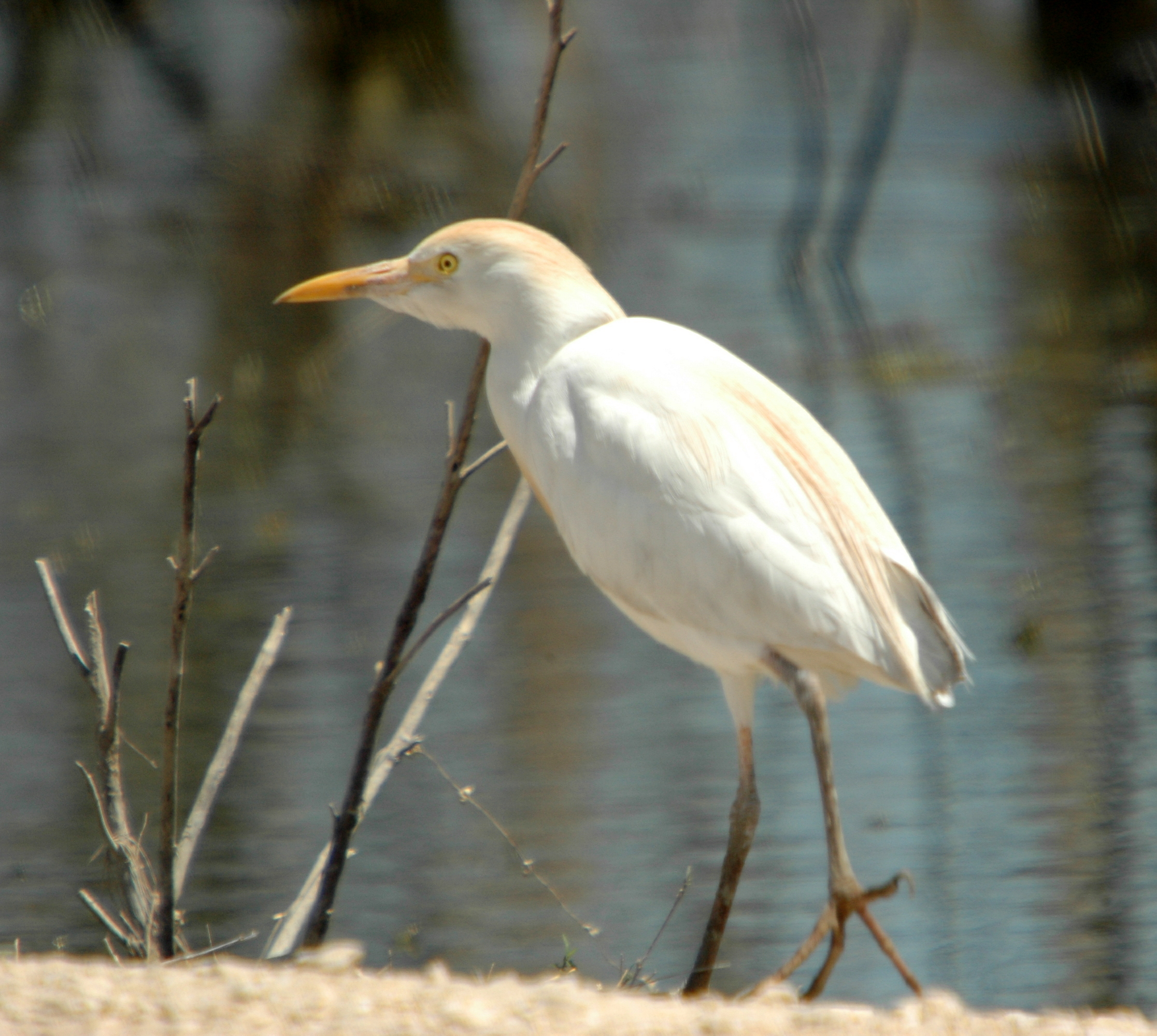
Una garcilla bueyera (Bubulcus ibis) cerca del embalse
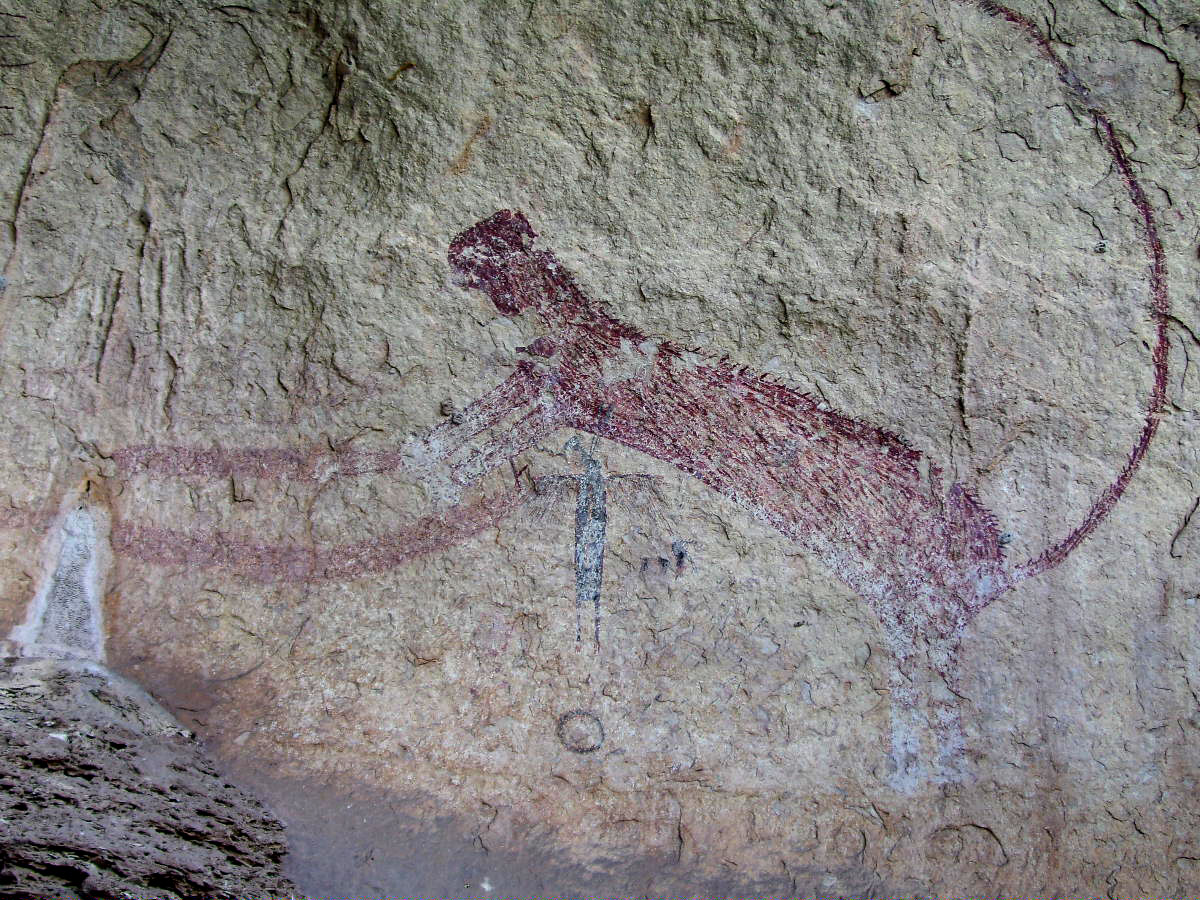
Un petroglifo de una pantera situado en la Panther Cave gestionada conjuntamente con el Parque y Sitio Histórico Estatales del Cañón Seminole
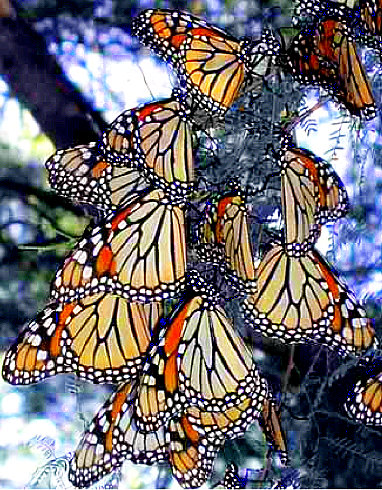
Mariposas monarca (Danaus plexippus) posándose en otoño durante su migración al sur hacia México
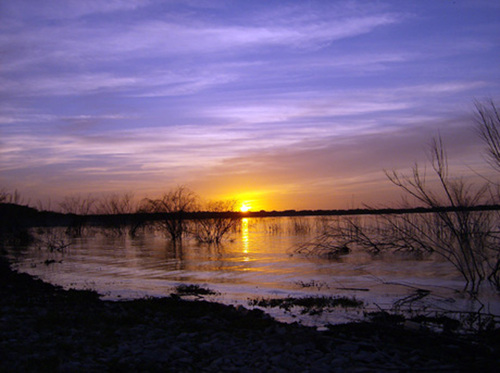
El embalse al atardecer